# Chu kỳ bán rã
| Số chu kỳ bán rã đã trải qua | Phân số còn lại | Phần trăm còn lại | Phần trăm còn lại |
| ---------------------------- | --------------- | ----------------- | ----------------- |
| 0                            | 1⁄1             | 100               |                   |
| 1                            | 1⁄2             | 50                |                   |
| 2                            | 1⁄4             | 25                |                   |
| 3                            | 1⁄8             | 12                | ,5                |
| 4                            | 1⁄16            | 6                 | ,25               |
| 5                            | 1⁄32            | 3                 | ,125              |
| 6                            | 1⁄64            | 1                 | ,5625             |
| 7                            | 1⁄128           | 0                 | ,78125            |
| n                            | 1⁄2n            | 100⁄2n            | 100⁄2n            |

Chu kỳ bán rã hay thời gian bán rã (ký hiệu t½) là thời gian cần thiết để một lượng (chất) giảm xuống còn một nửa giá trị ban đầu. Thuật ngữ này thường được sử dụng trong vật lý hạt nhân để mô tả các nguyên tử không ổn định trải qua quá trình phân rã phóng xạ nhanh như thế nào hoặc các nguyên tử ổn định tồn tại được bao lâu. Thuật ngữ này cũng được sử dụng tổng quát hơn để mô tả bất kỳ loại phân rã theo cấp số mũ nào (hoặc hiếm khi là không theo số mũ). Ví dụ, khoa học y tế sử dụng thuật ngữ thời gian bán thải của thuốc và các hóa chất khác trong cơ thể con người. Khái niệm ngược lại của chu kỳ bán rã (trong tăng trưởng theo cấp số nhân) là chu kỳ nhân đôi (doubling time).

## Bản chất xác suất

Minh họa nhiều nguyên tử giống hệt nhau trải qua quá trình phân rã phóng xạ, bắt đầu với 4 nguyên tử trên mỗi hộp (trái) hoặc 400 nguyên tử trên mỗi hộp (phải). Con số ở trên cùng là số chu kỳ bán rã đã trải qua. Lưu ý hệ quả của luật số lớn: với nhiều nguyên tử hơn, sự phân rã tổng thể diễn ra đều đặn hơn và dễ dự đoán hơn.

Chu kỳ bán rã thường mô tả sự phân rã của các thực thể riêng biệt, chẳng hạn như các nguyên tử phóng xạ. Trong trường hợp đó, sẽ không đúng nếu sử dụng định nghĩa "chu kỳ bán rã là thời gian cần thiết để chính xác một nửa số thực thể phân rã". Ví dụ, nếu chỉ có một nguyên tử phóng xạ và chu kỳ bán rã của nó là một giây thì sẽ không còn "một nửa nguyên tử" nào sau một giây.
Thay vào đó, chu kỳ bán rã được định nghĩa theo xác suất: "Chu kỳ bán rã là thời gian cần thiết để chính xác một nửa số thực thể phân rã trung bình". Nói cách khác, xác suất để một nguyên tử phóng xạ phân rã trong chu kỳ bán rã của nó là 50%.
Ví dụ, trong hình ảnh là minh họa của nhiều nguyên tử giống hệt nhau đang trải qua quá trình phân rã phóng xạ. Lưu ý rằng sau một chu kỳ bán rã, không có chính xác một nửa số nguyên tử còn lại, mà chỉ còn lại xấp xỉ, do sự biến đổi ngẫu nhiên trong quá trình. Tuy nhiên, theo luật số lớn, khi có nhiều nguyên tử giống hệt nhau đang phân rã (bên phải) sẽ khiến sự phân rã tổng thể diễn ra đều đặn hơn và dễ dự đoán hơn.
Nhiều thực hành đơn giản khác nhau có thể chứng minh sự phân rã xác suất (probabilistic decay), ví dụ như liên quan đến việc tung đồng xu hoặc chạy một chương trình máy tính thống kê.

## Công thức tính chu kỳ bán rã theo cấp số mũ
Sự phân rã theo cấp số mũ có thể được mô tả bằng bất kỳ công thức nào trong bốn công thức tương đương sau::109–112
{\displaystyle {\begin{aligned}N(t)&=N_{0}\left({\frac {1}{2}}\right)^{\frac {t}{t_{1/2}}}\\N(t)&=N_{0}2^{-{\frac {t}{t_{1/2}}}}\\N(t)&=N_{0}e^{-{\frac {t}{\tau }}}\\N(t)&=N_{0}e^{-\lambda t}\end{aligned}}}
Trong đó:
- N0 là đại lượng ban đầu của chất sẽ phân rã (đại lượng này có thể được đo bằng gam, mol, số nguyên tử,...).
- N(t) là đại lượng còn lại và chưa phân rã sau thời gian t.
- t½ là chu kỳ bán rã của đại lượng phân rã.
- τ là một số dương gọi là thời gian tồn tại trung bình (mean lifetime) của đại lượng phân rã.
- λ là một số dương gọi là hằng số phân rã của đại lượng phân rã.

Ba tham số t½, τ, và λ có liên quan trực tiếp như sau:
{\displaystyle t_{1/2}={\frac {\ln(2)}{\lambda }}=\tau \ln(2)}
Trong đó ln(2) là logarit tự nhiên của 2 (xấp xỉ 0,693).:112

## Ví dụ

### Vật lý
Ngoài phân rã hạt nhân, chu kỳ bán rã còn xuất hiện trong các quá trình điện học như mạch điện RC hay RL; ở đó, hằng số phân rã λ là nghịch đảo của hằng số thời gian τ của mạch. Với các mạch RC và RL đơn giản, λ bằng RC (tích điện trở và điện dung hay L/R (thương của độ tự cảm trên điện trở).

### Hóa học
Trong phản ứng hóa học, lấy theo chuyển hóa bậc một, λ là hằng số tốc độ phản ứng.

### Dược học
Trong dược học, thời gian bán thải là thời gian để lượng thuốc giảm đi một nửa so với ban đầu, nhờ vào các quá trình hấp thụ và chuyển hóa khác nhau, ký hiệu bởi {\displaystyle t_{\frac {1}{2}}}.
{\displaystyle \mathrm {N} ={\frac {\mathrm {N} _{0}}{2^{\frac {t}{T}}}}}

## Đa phân rã
Đại lượng phân rã có thể là tích của nhiều quá trình phân rã với các hằng số phân rã khác nhau. Ví dụ, xét quá trình phân rã với hai hằng số phân rã λ1, λ2, tương tự trên, ta có chu kỳ bán rã t½ tương ứng là:
{\displaystyle t_{1/2}={\frac {\ln 2}{\lambda _{1}+\lambda _{2}}}\,}
Hay biểu diễn theo các chu kỳ bán rã riêng lẻ:
{\displaystyle t_{1/2}={\frac {t_{1}t_{2}}{t_{1}+t_{2}}}\,}